# Arnim Brux
Arnim Brux (* 25. Juni 1952 in Jänkendorf in der Oberlausitz) ist ein deutscher Politiker der SPD und ehemaliger Landrat des Ennepe-Ruhr-Kreises.
Arnim Brux wurde am 25. Juni 1952 als Kind eines Lehrers und einer Erzieherin in Jänkendorf im heutigen Landkreis Görlitz geboren. Seit 1956 verbrachte er seine Kindheit und Jugend in Ennepetal. Er ist seit 1977 verheiratet und hat drei Töchter und vier Enkelkinder.
Er war nach seiner Promotion in den Jahren 1978 bis 1986 wissenschaftlicher Mitarbeiter an den Universitäten Bochum, Köln und Wuppertal. Danach war er ab 1986 Referatsleiter im Kultusministerium unter Minister Hans Schwier. Später war er im Ministerium für Arbeit und Soziales, Stadtentwicklung, Kultur und Sport im Bereich der Regionalen Kulturpolitik tätig.
Bei der Landratswahl im Herbst 2002 wurde er mit 53,0 Prozent gewählt. Bei der Landratswahl am 30. August 2009 wurde er mit 46,7 Prozent wiedergewählt.
Am 23. September 2014 erklärte Brux, dass er bei der Landratswahl 2015 auf eine Kandidatur verzichten wird.
Ab 2009 war Brux Mitglied der Landschaftsversammlung Westfalen-Lippe. Seit 2016 ist er Kuratoriumsmitglied der Stiftung Museum Schloss Moyland.